# Wojaczek (film)
Wojaczek – polski film biograficzny z 1999 roku w reżyserii Lecha Majewskiego i według scenariusza napisanego przez reżysera wraz z Maciejem Meleckim. Film jest impresją na temat ostatnich lat życia poety Rafała Wojaczka, którego zagrał Krzysztof Siwczyk. Wojaczek został dobrze przyjęty przez krytyków i był wielokrotnie honorowany na polskich festiwalach filmowych, między innymi nagrodą za reżyserię na Festiwalu Polskich Filmów Fabularnych oraz trzema nagrodami na festiwalu Prowincjonalia.

## Tło historyczne i fabuła
Rafał Wojaczek był jedną z czołowych postaci polskiej poezji lat 60. i 70. XX wieku. Przemawiał w swoich wierszach „językiem kunsztownej liryki, nasyconym brutalnością, fizjologią seksualności i śmierci”. Prowadził życie pełne skandali, był nałogowym alkoholikiem. W trakcie swojego krótkiego życia wydał dwa tomiki poetyckie: Sezon (1969) oraz Inną bajkę (1970). Zmarł w nocy 10 a 11 maja 1971 wskutek zażycia środków nasennych, a ze względu na krótki żywot doczekał się miana „poety przeklętego”.
Akcja filmu jest ograniczona do czterech ostatnich lat życia poety: od 1967 do 11 maja 1971, momentu śmierci samobójczej Wojaczka. Film rozpoczyna pierwsza próba samobójcza Wojaczka, który wypada przez oszkloną witrynę obskurnej kamienicy. Wojaczek konsekwentnie próbuje przyśpieszyć swoją śmierć: odkręca kurki gazu; wychodzi z mieszkania na drugim piętrze oknem zamiast drzwiami; rzuca się do świeżo wykopanego grobu z prośbą o to, żeby go zasypać. Ostatecznie popełnia samobójstwo, zażywając śmiertelną dawkę leków. Wiersze, jakie pisał Wojaczek, są w międzyczasie recytowane wyłącznie przez filmowego poetę.

## Obsada
Źródło: Filmpolski.pl

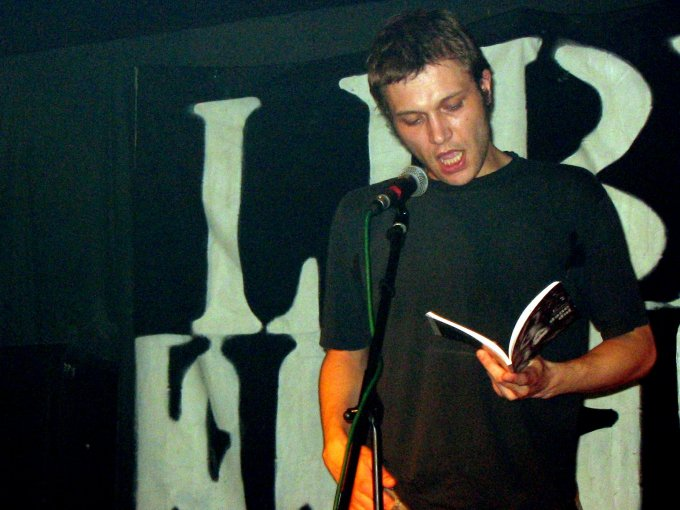
Krzysztof Siwczyk, odtwórca roli Wojaczka

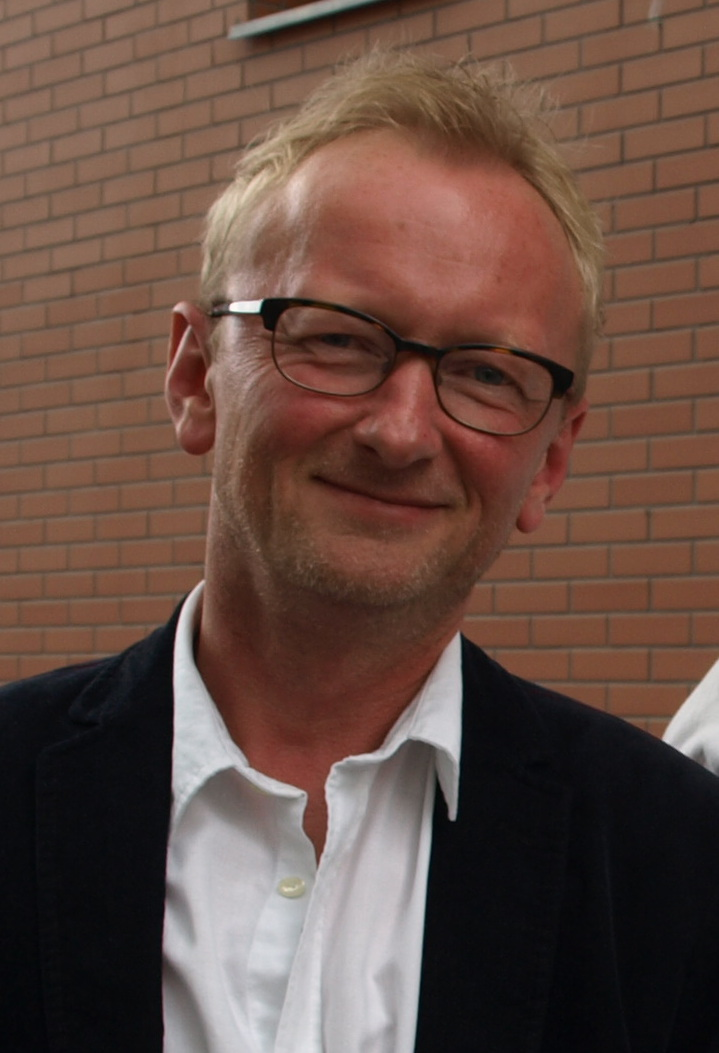
Andrzej Mastalerz (2013), odtwórca roli przyjaciela Wojaczka, Wiktora Sierpnia

- Krzysztof Siwczyk – Rafał Wojaczek
- Dominika Ostałowska – Mała
- Andrzej Mastalerz – Wiktor Sierpień
- Elżbieta Okupska – Hornacka
- Mirosława Lombardo – matka Rafała
- Jan Bógdoł – ojciec Rafała
- Andrzej Wojaczek – neurolog
- Jan Skrzek – grabarz
- Robert Gawliński – Edward Stachura
- Janusz Styczeń
- Paweł Fesołowicz – Ciechoński
- Andrzej Hudziak – Zatyczka
- Andrzej Chłapecki – konferansjer
- Maciej Melecki – „Sandauer”
- Marek Kiedroń – Ryszard Milczewski-Bruno
- Adam Baumann – szatniarz z „Bajki”

## Produkcja

### Pomysł

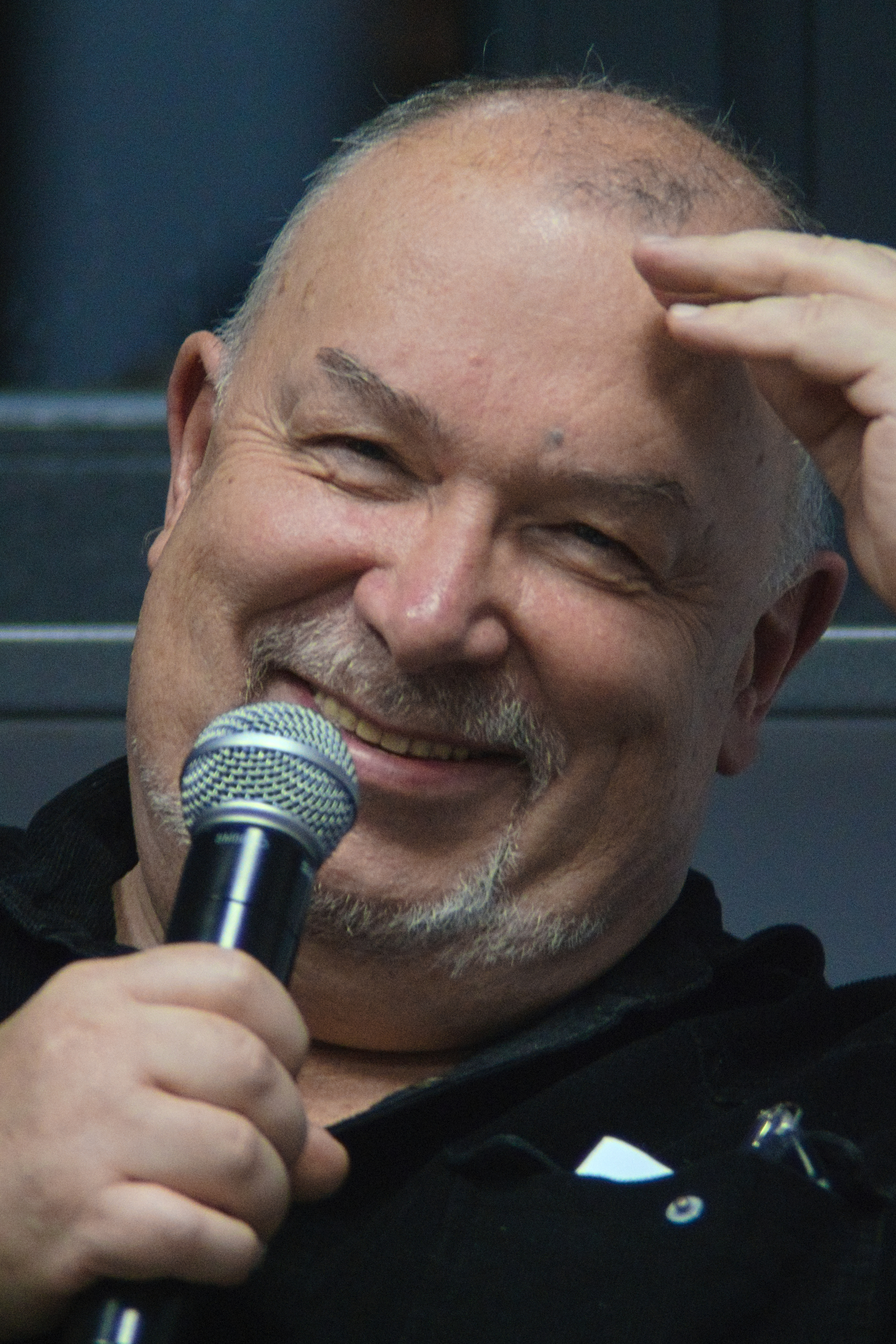
Lech Majewski, reżyser filmu (2019)

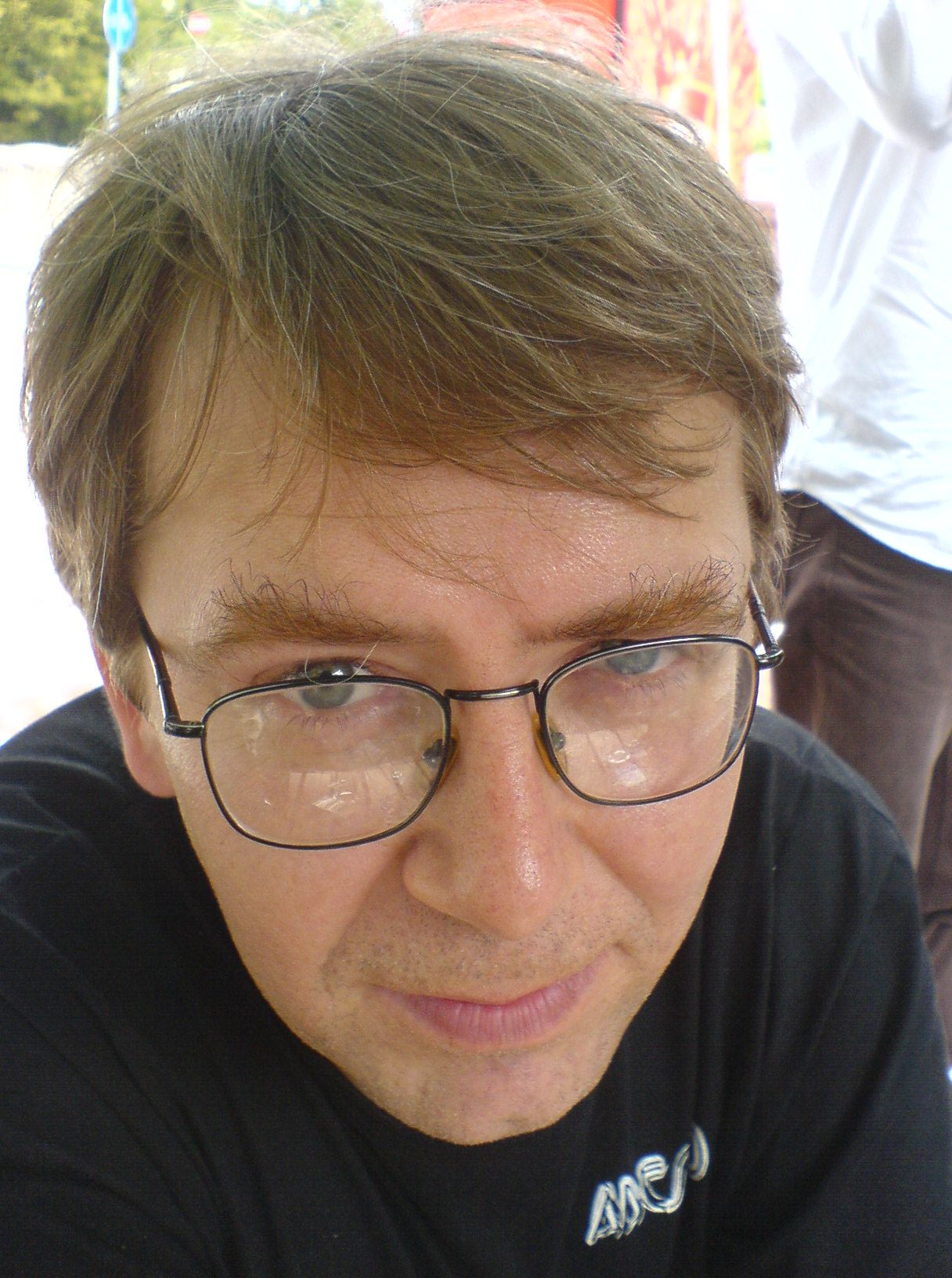
Maciej Melecki, scenarzysta filmu (2006)

Przystępując do realizacji Wojaczka, Lech Majewski nie zamierzał odtworzyć dokładnej biografii poety. Majewski opowiadał, że opowiada własną, subiektywną historię Wojaczka, według swojego odbioru poety. Majewski zaznaczał, że jego film jest wizualizacją poezji Wojaczka.
Pomysł na Wojaczka zrodził się jeszcze w trakcie pracy producenckiej Majewskiego nad filmem Basquiat (1996) Juliana Schnabla. Zainspirowany wspomnianym filmem o awangardowym artyście Jeanie-Michelu Basquiacie (który również umarł przedwcześnie), Majewski przypominał sobie o podobnie tragicznej postaci Wojaczka.

### Przygotowania i obsada
Jeszcze w 1996 Majewski zaprosił do współpracy scenarzystę Macieja Meleckiego, z którym scenariusz ukończył w czerwcu 1997. W postać Wojaczka wcielił się poeta młodego pokolenia Krzysztof Siwczyk. Jak deklarował Siwczyk, uczynienie go odtwórcą roli było kwestią przypadku.
Po przesłuchaniach Majewski zadecydował, że to właśnie Siwczyk odegra rolę Wojaczka. Zarówno Siwczyk, jak i operator filmowy Adam Sikora oraz scenarzysta Melecki wywodzili się ze Śląska, gdzie mieszkał tytułowy poeta. W filmie Majewskiego wystąpili także brat Wojaczka, Andrzej (jako neurolog), przyjaciel poety Janusz Styczeń oraz dawna miłość Wojaczka Teresa Ziomber (jako bezdomna kobieta na dworcu). Ekranowego Edwarda Stachurę, jednego z gości wieczoru autorskiego, odtworzył wokalista zespołu Wilki, Robert Gawliński.
W filmie wykorzystano – oprócz recytacji niektórych wierszy Wojaczka – piosenki Izabeli Skrybant-Dziewiątkowskiej, Violetty Villas, Karin Stanek, Mieczysława Fogga, Jana Laskowskiego i Mieczysława Wojnickiego.

### Zdjęcia
Znaczna część scen z Wojaczka kręcona była w Mikołowie i we Wrocławiu. Jako plenery wykorzystano między innymi lokal-restaurację „Bajka”, dom rodziców Rafała i cmentarz w Mikołowie; dworzec PKP, szpital wojewódzki, Kościół Podwyższenia św. Wincenta we Wrocławiu; hotel „Monopol” w Katowicach. Wykorzystano również dawne mieszkanie Wojaczka, w trakcie prac zdjęciowych będące siedzibą Literackiego Instytutu Mikołowskiego. Podczas kręcenia scen używano pełnych ascezy, statycznych ujęć, ciętego montażu oraz montażu wewnątrzkadrowego. Bardzo skromny budżet filmu i ograniczona liczba dni zdjęciowych (zaledwie dwanaście) wymuszały precyzyjne zaplanowanie poszczególnych scen; film musiał praktycznie powstawać bez dubli. Zdjęcia Sikory były kręcone kamerą Kodak 200 ASA, która umożliwiała nagrywanie filmu przy dużym kontraście czerni i bieli.

## Odbiór
Barbara Hollender w recenzji dla „Rzeczypospolitej” zwracała uwagę, że Wojaczek „jest czymś więcej niż tylko portretem poety. To opowieść o PRL-owskiej kulturze przełomu lat 60. i 70., o prowokacji. Historia człowieka, który chce dotknąć prawdy”. Wojciech Otto zwracał uwagę na szczególne walory estetyczne Wojaczka: „kontrastowe zestawienia czerni i bieli (wspomniane już wcześniej rekwizyty śmiercionośnych tabletek i białego obrusa), gra światłem wywołująca cienie postaci poety na ścianie czy emanowanie nagim, ludzkim ciałem (performance w restauracji)”. Zdaniem Ottona reżyser filmu „świadomie użył czarno-białej taśmy, aby spotęgować wrażenie szarości i brzydoty prezentowanego świata, czyli rzeczywistości polskiej przełomu siódmej i ósmej dekady XX wieku”. Iwona Grodź, badając film przez pryzmat filozofii Martina Heideggera, pisała, że reżyser ukazał samotność i alienację poety bezcelowo miotającego się w przestrzeni filmowej: „Majewski odsłania przed widzem «krajobraz wewnętrzny» poety we właściwej skali, ani przez pryzmat romantyzmu, ani symbolizmu, ani tego, co zewnętrzne, ani tego, co napisane. To uniwersalny pejzaż, który trwa”. Zdaniem Radosława Osińskiego z portalu Film.org.pl stanowi przede wszystkim komentarz do rzeczywistości Polskiej Rzeczypospolitej Ludowej: „Realia Polski przełomu lat 60. i 70. są tu przepełnione poetyckością. Autorzy filmu ukazują nam świat, jakim mógł go postrzegać Wojaczek, nie zmuszając przy tym do identyfikowania się z artystą”.
Andrzej Kołodyński był krytyczniej nastawiony do filmu, twierdząc iż w wykonaniu Siwczyka „postać skomplikowanego artysty i człowieka sprowadzona została do wymiaru rozpaczliwie zagubionego samotnika, który czasem przemawia wierszem […] i obnosi się z kompleksem śmierci. Taki Wojaczek jest wprawdzie ekranową ikoną buntu, ale brak mu życia”. Natomiast Magdalena Lebecka twierdziła, że Majewskiego interesuje nie tyle postać poety, ile tło polityczne towarzyszące jego twórczości. Odrapane mury kamienic zawierają parodystycznie przedstawione slogany typu: „Energia jest masą”, „Partia – sternikiem energii”; w filmie pojawia się nostalgiczna muzyka takich artystów jak Violetta Villas i Mieczysław Fogg. Pozytywne przekazy sloganów i muzyki popularnej silnie kontrastują z „przygnębiającą brzydotą, nędzą i nudą epoki schyłku gomułkowskiej małej stabilizacji i wstępującego Gierka”. Wojciech Otto też zauważał, że piosenki wykorzystane w filmie „stoją w sprzeciwie lub w opozycji do poetyki wierszy Wojaczka lub do stanów psychicznych, w których aktualnie się znajdował”.

## Znaczenie
Film Wojaczek rozbudził na nowo zainteresowanie osobą Rafała Wojaczka. Zaraz po premierze filmu Państwowy Instytut Wydawniczy wydał wiersze poety, zredagowane przez Tadeusza Piórę. Jednocześnie dzięki Meleckiemu odkryto dotąd nieopublikowane wiersze Wojaczka, wydane w tomiku Reszta krwi – wiersze nieznane równolegle z momentem premiery filmu w Mikołowie. Siwczyk podsumowywał w 2019, że film Majewskiego odegrał niebagatelną rolę w kształtowaniu się prężnej kultury literackiej Instytutu Mikołowskiego: „Minęło 20 lat – 170 wydanych książek, niezliczona ilość spotkań autorskich, sesji literackich. W bardzo małym mieście, w bardzo zmieniającej się rzeczywistości”.

## Nagrody
| Rok  | Festiwal                                               | Nagroda                                        | Odbiorca          |
| ---- | ------------------------------------------------------ | ---------------------------------------------- | ----------------- |
| 1999 | Lubuskie Lato Filmowe                                  | Brązowe Grono                                  | Lech Majewski     |
| 1999 | Festiwal Polskich Filmów Fabularnych                   | Nagroda za reżyserię                           | Lech Majewski     |
| 2000 | Festiwal Kina Niezależnego w Barcelonie                | Nagroda „Don Kichot”                           | Lech Majewski     |
| 2000 | Festiwal Kina Europejskiego w Coroto                   | Nagroda Główna                                 | Lech Majewski     |
| 2000 | Tarnowska Nagroda Filmowa                              | Grand Prix                                     | Lech Majewski     |
| 2000 | Tarnowska Nagroda Filmowa                              | Nagroda Specjalna „Srebrna Statuetka Leliwity” | Adam Sikora       |
| 2000 | Międzynarodowy Festiwal Filmowy „Art Film Fest”        | Złoty Klucz                                    | Lech Majewski     |
| 2000 | Międzynarodowy Festiwal Filmowy „Art Film Fest”        | Złoty Klucz                                    | Adam Sikora       |
| 2000 | Ogólnopolski Festiwal Sztuki Filmowej „Prowincjonalia” | „Jańcio Wodnik” za najlepszą rolę męską        | Krzysztof Siwczyk |
| 2000 | Ogólnopolski Festiwal Sztuki Filmowej „Prowincjonalia” | „Jańcio Wodnik” za zdjęcia                     | Adam Sikora       |
| 2000 | Ogólnopolski Festiwal Sztuki Filmowej „Prowincjonalia” | Nagroda Dziennikarzy                           | Adam Sikora       |